# Ледина
Ледина је српски филм снимљен 2003. године који је режирао Љубиша Самарџића а прати радњу трагедије којој је узрок била неслога и међусобна мржња станара у солитеру.
У производњи овог филма учествовали су Синема дизајн из Србије и Грал филм из Хрватске, као и италијански Сајнт ентерпрајс и бугарска национална телевизија БНТ.

## Радња
Радња филма се одвија у периоду између 1995. и 2002. године у једном од новобеоградских небодера и његовој околини. Зграда делује оронуло и депресивно, али су становници још депресивнији, те своју апатију покушавају да замаскирају правећи ситне свађе. Једино један тихи брачни пар, не разуме грубо окружење у коме се налази.
Филм прати живот једне породице музичара. Мајка, флаутисткиња је иначе Хрватица и свира у државном оркестру, а отац Србин, предаје музику на конзерваторијуму. Из овог мешовитог брака, родио се син Петар који пати због немогућности да пријатеље пронађе како међу децом у суседству, тако ни у школи, јер га задиркују због мајчиног хрватског порекла. С обзиром на избеглички састав становника насеља у којем породица живи, нормално да је оно најмање плодно тле за поспешивање дечије радости, безбрижног детињства и цветање љубави.

## Опште информације
Филм је сниман на Новом Београду и у Дубровнику. Ледина је филм који је приказан на затварању ФЕСТ-а 2003. године, а уједно и једини домаћи филм прказан на ФЕСТ-у те године. Оригиналну музику за филм написали су Матија Дедић и Давор Крижић.
Филм је премијерно приказан на фестивалу у Берлину у програму Панорама, 13. фебруара 2003. године. Његово приказивање на ФЕСТ-у је била српска премијера.

## Улоге
| Глумац            | Улога          |
| ----------------- | -------------- |
| Драган Бјелогрлић | Драган         |
| Ксенија Пајић     | Ксенија        |
| Зијах Соколовић   | Остоја         |
| Милена Дравић     | Зорица         |
| Зорка Манојловић  | Зорицина мајка |
| Јелисавета Саблић | Елза           |
| Слободан Нинковић | Паја           |
| Радмила Живковић  | Дара           |
| Милутин Караџић   | Блатобрк       |
| Милица Милша      | Светлана       |
| Иван Јевтовић     | Никола         |

Остале улоге  ▼
| Глумац           | Улога           |
| ---------------- | --------------- |
| Никола Никић     | Петар, дечак    |
| Тијана Кондић    | девојка         |
| Немања Мараш     | Остоја, дечак   |
| Рената Улмански  | Драганова мајка |
| Марко Васовић    | Младић I        |
| Жарко Лазић      | Младић II       |
| Филип Павлашевић | Младић III      |
| Сандра Влатковић | продавачица     |

Комплетна ТВ екипа  ▼
| Редитељ              | Љубиша Самарџић  |
| Продуцент            | Љубиша Самарџић  |
| Сценарио             | Никола Пејаковић |
| Сценографија         | Владислав Лашић  |
| Композитор           | Немања Мосуровић |
| Директор фотографије | Радослав Владић  |
| Монтажа              | Марко Глушац     |
| Костимографија       | Иванка Јевтовић  |
| Продуцентска кућа    | Синема дизајн    |